# BGM-109 Tomahawk
BGM-109 Tomahawk – amerykański taktyczny pocisk manewrujący. W wersji bazowania lądowego BGM wycofany z użytku. Obecnie, na wyposażeniu amerykańskiej marynarki wojennej znajduje się wyłącznie morska wersja tego pocisku UGM-109/RGM-109 Tomahawk SLCM. Używany również przez brytyjską i australijską marynarkę wojenną. Trwa również wprowadzanie pocisków do marynarki Kanady, Holandii i Japonii. 
Trwają również prace nad wersją mobilną na ciężarówkach dla Marines.

## Historia
Geneza pocisku Tomahawk sięga roku 1972, kiedy to Departament Obrony Stanów Zjednoczonych zlecił podjęcie prac studyjnych nad możliwymi środkami przenoszenia broni jądrowej nienaruszającymi świeżo podpisanego traktatu SALT I. Jako rozwiązanie zaproponowano możliwość budowy pocisku manewrującego napędzanego silnikiem odrzutowym. Projekt broni został skonstruowany w dość szybkim czasie. Do sprzedaży licencji kandydowały dwie firmy - General Dynamics (za którą głosowała marynarka wojenna) i Boeing (popierało ją dowództwo sił powietrznych). W końcu produkowały ją obydwa zakłady. Broń pod nazwą BGM-109G GLCM weszła do służby na początku lat osiemdziesiątych.
Poddźwiękowy pocisk manewrujący dalekiego zasięgu Tomahawk może atakować cele naziemne (Tomahawk Land Attack Missile - TLAM) oraz nawodne (Tomahawk Anti-Ship Missile - TASM). TLAM może być uzbrojony zarówno w głowicę nuklearną (TLAM-N), jak i w konwencjonalne: burzącą (TLAM-C) i zawierającą ładunek kasetowy (TLAM-D).
W 1991 roku prezydent USA George H.W. Bush nakazał wycofanie wielu rodzajów broni nuklearnej z czynnej służby wojskowej. W wyniku tego US Army zostało pozbawione całej taktycznej broni jądrowej. Rok po tym wydarzeniu ze służby zostały zwolnione UGM-109A TLAM-N Tomahawk i na uzbrojeniu pozostały tylko nowsze wersje tego pocisku (TLAM-C/D).
Pocisków TLAM bardzo często używano do ostrzeliwania wielu różnych celów. Według danych US Navy, na 297 planowanych odpaleń pocisków 290 wystrzelono, a 242 z nich trafiły w wyznaczony cel.

## Opis techniczny
Gdy Tomahawk zostanie odpalony, uruchamia się niewielkich rozmiarów rakietowy silnik startowy napędzany paliwem stałym, który po starcie rozpędza pocisk do odpowiedniej prędkości, zanim uruchomiony zostanie marszowy silnik turbowentylatorowy. Tomahawk jest trudno wykrywalny, gdyż pozostawia małe odbicie radarowe, a ponadto silnik nie emituje dużo ciepła, więc wykrycie go przez czujniki podczerwieni jest bardzo utrudnione. 

### Awionika i nawigacja
Pocisk jest sterowany dzięki odbiornikowi GPS unowocześnionego systemu DSMACN i układowi kontroli TOA. Wersja Tomahawka przeznaczona do ostrzeliwania celów naziemnych wyposażona jest w system nawigacji bezwładnościowej oraz system TERCOM (korzysta on z trójwymiarowej mapy terenu i za jej pomocą ustala aktualne położenie pocisku zmieniając kurs w razie ewentualnych zboczeń z trasy). Koszt jednostkowy pocisku wycenia się na 1-1,5 mln USD.